# Zenó de Cítion (orador)
|  | Aquest article tracta sobre l'orador. Si cerqueu l filòsof estòic, vegeu «Zenó de Cítion». |

Zenó de Cítion (en llatí Zenon, en grec Ζήνων) fou un orador grec. L'esmenta Suides que té dubtes en definir-lo com a orador o bé com a filòsof però en tot cas el fa diferent de Zenó de Cítion, el filòsof del mateix nom i origen, ja que encara que la seva època no es coneix amb seguretat, segurament devia haver viscut a partir del segle i.
Va escriure: 
- Περὶ στάσεως, ("Perí Staseos", Sobre les sedicions)
- Περὶ σχημάτων ("Perí schemáton" Sobre el caràcter)
- Ὑπόμνημα εἰς Ξενοφῶντα, ("Ypómnema eís Xenofonta" Records de Xenofont)
- εἰς Λυσίαν, ("Eís Lysían" Sobre Lísies)
- εἰς Δημοσθένην, (Eís Demosthénen", Sobre Demòstenes)
- Περὶ ἐπιχειρημάτων ("Perí epicheiremáton", Sobre els propòsits).[1]